# Sûfyâna kâlam
Le sûfyâna kâlam ou sûfyâna mûsîqî originaire d'Iran est une forme musicale soufie rencontrée dans la musique cachemirie au sein des territoires occupés par l'Inde et le Pakistan. Elle est interprétée par un ensemble vocal responsorial hétérophone accompagné par un santoor, un kashmiri saz, un kashmiri setâr et un sitar. Il existe deux types de performances : l'une hebdomadaire, durant deux heures, et l'autre à l'occasion des festivals islamiques, durant toute la nuit.
Elle sert de musique savante dans les milieux urbains séculiers persanophone (y compris des hindous). Elle se caractérise par l'usage de maqâmat et non de râgas, du moins dans la terminologie car en fait les modes indiens se retrouvent appelés par des noms de modes arabo-persan. Ces maqâmat se caractérisent par leur agrégation en une suite musicale (avec shakl, nather, etc) ainsi que par leurs échelles musicales formant une cinquantaine de modes différents.

## Source
- (en) The Garland Encyclopedia of World Music

- Jozef Pacholczyk : "Sufyana Kalam, the Classical Music of Kashmir", Journal of the Society for Asian Music, n° 1 vol 10 (1978), pp 1-16 ; "The Status of Sufyana Kalam in Kashmir", Journal of the Society for Asian Music,  n° 1 vol. 12 (1979), pp. 159-163.(Articles disponibles sur JSTOR)